# 邰正宵
邰正宵（英語：Samuel Tai，1966年11月6日—），台灣男歌手，出生於香港，在臺灣唸書和成名的歌手，被稱為「玫瑰王子」，現時居住在台灣，近年也在中國大陸發展其歌唱事業。

## 簡介

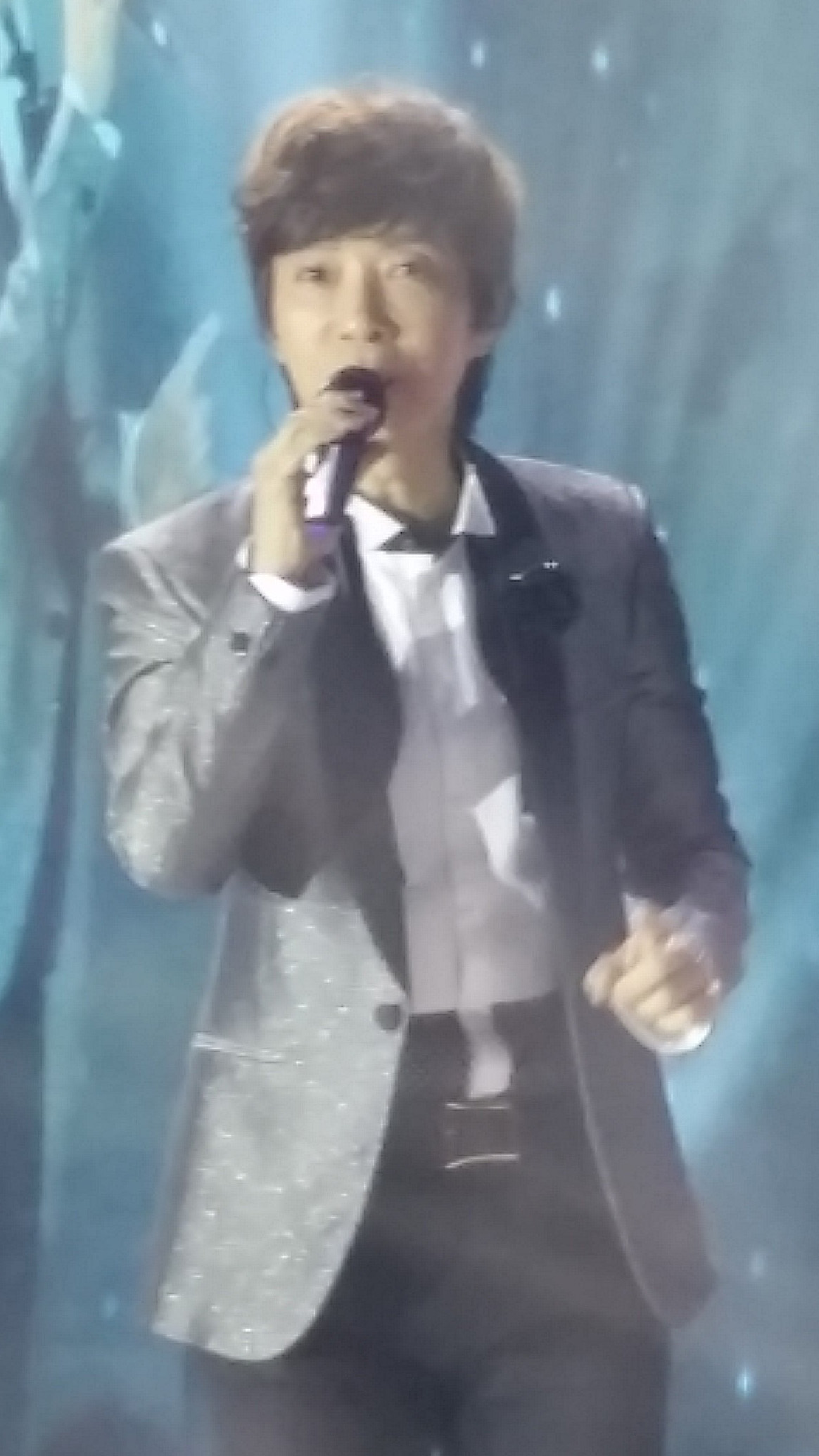
2018年6月5亞洲國際博覽館

邰正宵於香港出生，原名「邰正霄」，在就讀昔日位於旺角亞皆老街的德明中學（小學部）時候因他常常把「霄」寫成「宵」，於是父親親自去民政司為他改名。
邰正宵小時候居於旺角上海街，曾就讀大同中學、閩光書院和威靈頓英文中學（尖沙咀分校）。而他當年因仰慕李小龍，曾跟隨葉問的徒弟駱耀習詠春多年。同時修習跆拳道至黑帶一段。一次比賽受傷留在家裡休息，父親見他悶便買支吉他讓他打發時間，令他從此與音樂的結緣。另外又由於其父親愛聽鄧麗君的歌曲而自己也經常聆聽，所以他的國語水準不俗。
邰正宵的父親邰立任是位中醫師，受到父親影響，邰正宵亦有意成為醫生。可惜當年考試成績一般，未能就讀港大醫學院，而轉往台灣高雄醫學院修讀醫學檢驗生物技術學系。大學時期為賺生活費，邰正宵曾帶著吉他到酒廊演唱。
邰正宵畢業後曾當過醫檢師，後在機緣巧合下踏足歌壇，實現唱歌的理想。他發表過多首膾炙人口的歌曲，紅遍中港台及華人地區。走紅後，邰正宵開始退居幕後，近年則積極參與教會工作及到中國大陸登台。據其在2013年7月4日播出的《今日VIP》中表示，因為香港對他來說有度假的感覺，所以他不會考慮搬回香港居住。
邰正宵成為歌手後承認有一圈外女友。1998年邰正宵和相戀十年的女友於美國共結連理，在西雅圖一家教堂行婚禮，1999年誕下一子，取名邰真。

## 歷程

### 入行經過（1988年－1992年）
邰正宵在進入台灣高雄醫學院修讀醫技學系的同時，亦於民歌餐廳演唱；1988年以「幻象合唱團」參加「第一屆全國熱門音樂大賽」（熱音賽）獲得第三名（註：當屆最佳主唱及優勝為張雨生與所屬的「Metal Kids金屬小子合唱團」，第二名為姚可傑與所屬「Telepathy樂團」），因而進入歌壇成為歌手，出版過《烈火青春》合輯（原名為《第一屆全國熱門音樂大賽紀念專輯》）歌曲、《理想男孩》、《痴心的我》、《為我喝采》專輯。

### 事業高峰（1993年－1994年）
九十年代初，以台灣為發展基地的華語創作歌手抬頭，邰正宵1993年出版的《找一個字代替》專輯，當中的主打歌曲《九佰九拾九朵玫瑰》大受歡迎，成為全球華人情歌的典範，更把他的事業推上高峰，獲「玫瑰王子」的美號。而《九佰九拾九朵玫瑰》除邰正宵自己有粵語版《幾番風雨》，之後亦被改編成其它語言（如越南語和泰語）翻唱；之後推出的《想你想得好孤寂》、《千紙鶴》、《心要讓你聽見》、《一千零一夜》等歌曲，亦深受兩岸三地歌迷的愛戴。而隨著邰正宵走紅，其創作才華備受肯定，連帶曾經作給其它歌手的歌曲，也重新獲得關注，如黎明的《藍色街燈》、《愛情影畫戲》，古巨基的《對你始終痴心一往》和譚詠麟的《再見亦是淚》等，邰正宵亦重新演繹黎明的兩首廣東歌，並收錄在精選專輯《重燃愛戀》，並感謝黎明把他的歌唱紅。

### 迴流香港（1994年－1997年）
1994年，《想你想得好孤寂》在香港的各個電台熱播，大受香港樂迷歡迎，引起樂迷注意，當時樂迷才得知邰正宵是個地道的香港人。多首國語歌曲成功打入香港市場，增加了邰正宵擴大音樂版圖的決心，翌年正式簽約新藝寶，回歸香港發展。派台歌《怎樣你才會喜歡我》、《愛不到要偷》和《用情太深》大受歡迎，首張粵語專輯《用情太深》甫推出即高踞銷量榜。
1996年，邰正宵再接再厲推出第二張粵語專輯，他當時的唱片公司新藝寶找來偶像許冠傑幫忙寫主打歌《月光 海洋 夢》，同名專輯銷量亦不俗。
1997年，是香港的回歸年，邰正宵成立了自己的音樂工作室心弦音樂，他創作的《東方之珠新紀元》獲選成為回歸主題曲。雖然推出的廣東唱片大受歡迎，但粵語歌市場小，其後，邰正宵把事業重心搬回台灣。

### 沉潛期（1997年－1999年）
1997年初，有傳他與福茂唱片關係惡化，因而患上憂鬱症，使得在4月推出的《俘虜》專輯風格沉鬱，首兩波主打《俘虜》及《圈套》不受歡迎，不久轉派第三主打《情人一場》才使專輯銷量略有改善，同時令他有脫髮的跡象。
1998年，其憂鬱症已好轉，年中《相思如麻》專輯的銷量相對於《俘虜》也稍為增加，不過同年約滿以後他就暫時離開音樂事業與女友結婚。

### 再出發（2000年－2010年）

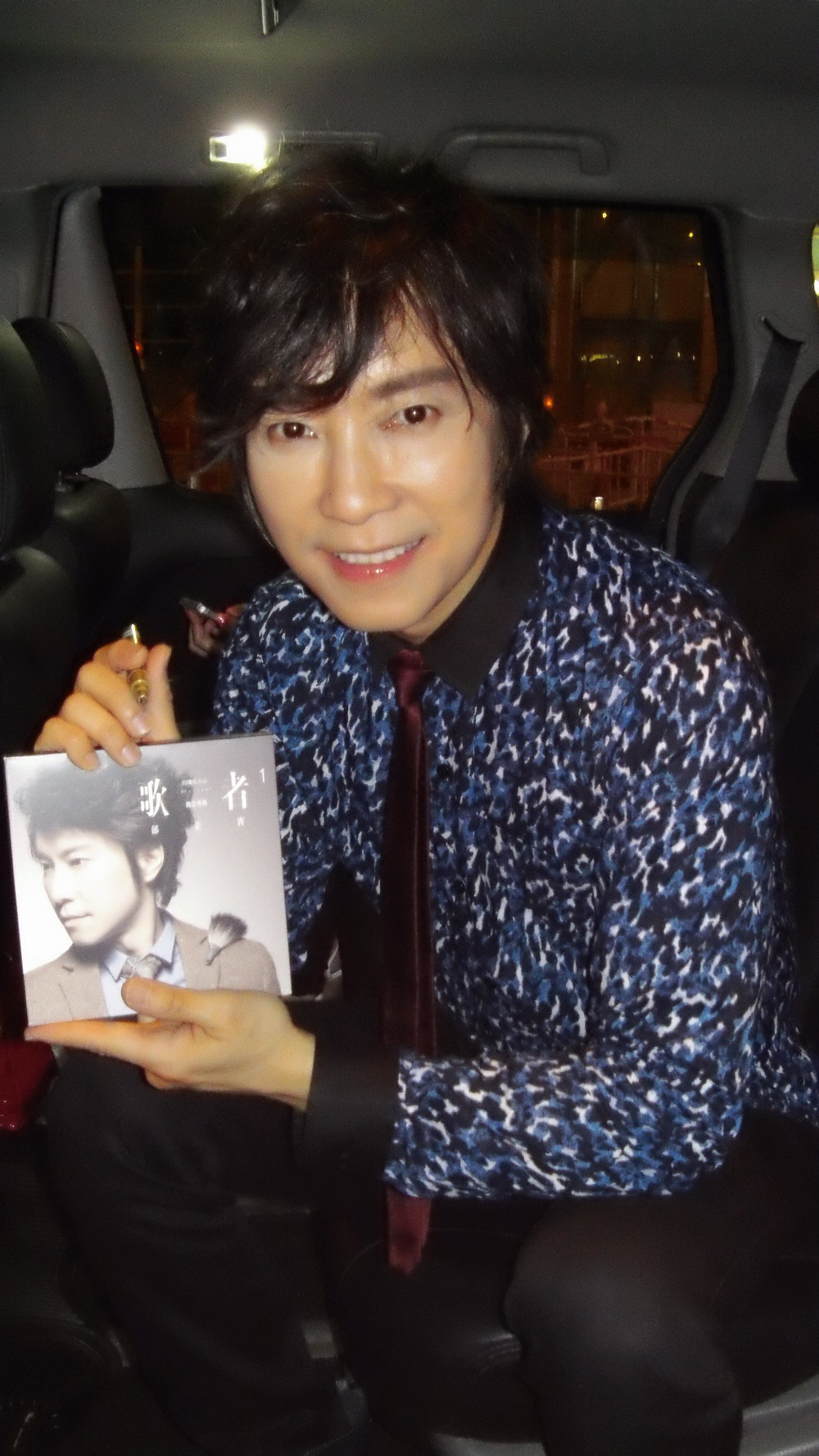
2013年6月25日邰正宵在灣仔金紫荊廣場外

2000年，邰正宵轉投新東家多利安娛樂（擎天娛樂代理發行），在年尾推出積極籌備兩年的專輯《再等一百年》，當中重新灌錄了他的成名作《想你想得好孤寂》。
此後幾年，他多次轉換唱片公司，包括步升音樂、滾石唱片等等，但經理人合約依然維持在與他關係良好的飛蝶音樂娛樂。
2005年至2006年期間，邰正宵曾暫停音樂事業，開設麵包店，後來因經營不善倒閉，亦讓他思考到歌唱才是他最擅長的項目。
2007年2月，邰正宵曾卸下流行歌曲歌手身份，參與东方卫视舉辦的戲曲競賽節目《非常有戏》，演出粵劇《凤阁恩仇未了情》，並獲得冠軍。

### 現況（2011年－今）
2011年，邰正宵相隔15年再推出第三張粵語專輯《情歌一首首》，並進行多方面的宣傳，冀望香港既有樂迷和年輕一代的樂迷重新認識他。同时亦表示将在2012年頭推出原先預定的国语專輯。
2012年3月，邰正宵於廣州出席活動時，透露其新國語專輯（即《起初》）將於9月推出，其後該專輯在8月31日發行。同年，內地著名歌唱節目《我是歌手》曾邀請他參與，但當時他專注於新唱片錄音而婉拒了。
2013年4月，邰正宵歌唱生涯首張翻唱專輯《歌者1》發行。

## 生活

### 幕後事業
邰正宵一直覺得幕前工作不能長久，走紅後幾年開始著手擔任幕後角色，發掘新人，成功一手捧紅歌手鍾漢良。

婚後的邰正宵致力於歌曲製作和幕後工作的同時，並開始往中國大陸發展，除了幕前演出，亦成立「心弦音樂工作室」簽約有潛質的歌手，曾被發掘的歌手有來自內蒙古的格里傑夫。

### 教會（福音唱片）
另外，邰正宵是一名虔誠的基督徒，除了出版過多張福音專輯以外，亦曾經參與福音電影《源來是愛》的演出，扮演一名有口吃毛病的青年，演技精湛。值得一提的他寫了很多福音歌：《源來是愛》、《愛是無止盡》、《我很特殊》、《空虛》、《這世界已在倒數》，在教會傳唱深受歡迎。邰正宵由1999年出版《黃色聖誕》卡帶開始，製作福音單曲，此後部分唱片也會收錄福音單曲：

- 2000年12月出版《再等一百年》（擎天娛樂）收錄《有人關心你》
- 2004年1月出版《兩邊新歌＋精選》（滾石唱片）收錄福音電影《源來是愛》主題曲及插曲《愛是無止盡》、《源來是愛》
- 2004年12月出版《千古不變的愛》（西羅亞音樂事工）正式翻唱經典詩歌十二首，為第一張真正的福音專輯，此專輯只在基督教書店發售
- 2006年6月出版《藍色貝殼》（多利安唱片）收錄《明天的香格里拉》、《生命的長河》、《因為愛你》
- 2007年12月出版《我不配》（環球音樂）收錄《我很特殊》
- 2008年12月出版國語／福音新歌＋精選《源來是愛》（福茂唱片），把之前的福音單曲收集起來，成為他第二張福音專輯；其後，他發現其實任何作品均可加入福音元素，並且能不談及「耶穌」、「上帝」、「十字架」之類的福音詞彙亦能表達福音訊息，此後他的歌曲在流行和福音元素之間已經不能分割，並朝這一個方向邁進。
- 2009年10月出版《九霄雲外》（環球音樂）
- 2010年12月3日出版《奇經八脈》（環球音樂）
- 2011年9月30日出版《情歌一首首》（亞神音樂）收錄《快樂人》，闡述個人見証
- 2015年8月4日出版合輯《經歷過後After》（湖光基督教會／馬雅音樂）收錄《我知祢為我一直守候》

### 軼聞
- 據邰正宵所述，名曲《999朵玫瑰》是憑歌寄意紀念一段真人真事。邰正宵當醫檢師時照顧過一位患血癌的年輕女病人，為了鼓勵她，邰正宵每天都會送花給她，可惜該女病人最終病逝。
- 《999朵玫瑰》不止在華語世界廣為人熟悉，更成為不少行乞賣藝之人的演唱歌曲，邰正宵笑言自己是「丐幫幫主」。
- 邰正宵一直視許冠傑為偶像，並自稱懂得唱許冠傑所有歌曲和記得偶像的軼事。雖然邰正宵喜歡許冠傑諷刺時弊的風格，但因為風格與自己大為不同，無意走許冠傑的路線。
- 一次邰正宵在香港跑通告，看到電視劇《少年五虎》，覺得劇中演員朱健鈞外型不俗，遂透過中介人斟介相約見面。豈料經理人帶錯了劇中另一演員鍾漢良出來，邰正宵雖知道搞錯了，但不好意思推卻，又看到鍾漢良條件亦不差，將錯就錯，決定帶他到台灣發展，結果無心插柳柳成蔭，鍾漢良憑一曲《OREA》在台灣一炮而紅。
- 邰正宵自推出《999朵玫瑰》後，繼後的歌曲也是和數字有關，如《千紙鶴》、《一千零一夜》，因此邰正宵也有「數字情歌王子」的稱號。正當歌迷猜想下次還有什麼點子，邰正宵卻推出了《愛歸零》。
- 邰正宵稱當年中學會考英文科獲得C級成績，因為他與偶像許冠傑也喜歡聽英文歌，對英語有濃厚興趣。

## 音樂作品

### EP
| EP  | 名稱                            | 出版日期      | 語言      | 唱片公司                | 曲目 |
| --- | ------------------------------- | ------------- | --------- | ----------------------- | --- |
| 1st | 《夜夜寂寞》                    | 1994年9月     | 粵語 國語 | 新藝寶唱片              | 曲目 1. 夜夜寂寞 2. 想你想的好孤寂（深夜回憶劇場版） 3. 別再怪我癡情 4. 弱點 5. 九百九十九朵玫瑰（深情演奏版）                        |
| 2nd | 《步步高陞》                    | 1995年4月     | 國語      | 新藝寶唱片              | 曲目 1. 步步高陞（Radio Remix） 2. 步步高陞（Edit Version） 3. 步步高陞 4. 九百九十九朵玫瑰                                           |
| 3rd | 《心要讓你聽見》 （愛心行動）   | 1995年12月    | 國語      | 福茂唱片                | 曲目 1. 心要讓你聽見（古典弦音版） 2. 絕對寶貝（聖誕鐘聲真情版） 3. 愛的傳說 4. 我的心透明得看得見 5. 心要讓你聽見（Karaoke Version） |
| 4th | 《這世界已正在倒數》 （福音EP） | 2004年8月31日 | 國語      | 音悅人出版 Siloam Music | 曲目 1. 這世界已正在倒數 2. 這世界已正在倒數（Kara） 3. （Kara） 4. （Kara）                                                          |

### 單曲
- 1999年：《好人好夢》（與孫悅合唱，收錄於孫悅《大家一起來 新歌+精選》專輯）
- 2001年：《內心戲》（舞台劇《一邰好戲》主題曲）
- 2008年：《神的兒女個個都是寶》
- 2011年：《你們最美》
- 2014年：《愛是動詞》、《泥土》（雍中缘十周年廣告歌曲，與輕鬆玩主唱Summer合唱）
- 2015年：《我知祢為我一直守候》、《只願為祢》、《經歷過後》（與林凡、楊謹華、阮丹青、李安鈞、金大為合唱）
- 2016年：《背後的祢》
- 2018年：《逍遙年代》（1月18日（中國大陸）／22日（全球）數位發行，與姚可傑合唱）、《山水畫》（6月22日（中國大陸）數位發行，电影《霍家拳之威震山河》推广曲）、《指縫的微光》（10月30日（中國大陸）數位發行，與李大衛合唱）、《愛你所愛》（11月6日（中國大陸）數位發行）
- 2019年：《珍惜》（生命線代言歌曲，7月25日數位發行）、《搭錯心跳》（11月4日數位發行）
- 2020年：《十八般武藝》（1月15日（中國大陸）數位發行）、《仰望》（4月22日數位發行，與何方、張芸京、艾成、蘇銘翔、胡藝芬、楊茜時、蘇婭、蔡家蓁合唱）、悲傷逆流成河（5月1日（中國大陸）數位發行，與李大衛合唱）、《八福》（8月18日數位發行）、《記得要想我》（11月6日數位發行）、《破浪》（12月10日數位發行）、《回不去了》（12月11日數位發行）、《愛永不止息》、《末世情歌》、《這個聖誕節》（與仰望樂團合唱，feat. 濱江國小合唱團）
- 2021年：《一起讚美》、《留不住的吻》（1月24日（中國大陸）／31日（全球）數位發行）、《兩個人比一個人好》、《愛情指南》（2月14日數位發行，feat. 崔軾玄）、《愛情指南》（3月2日數位發行）、《哭牆》（3月31日數位發行）、《永不放棄》、《寂寞玩具》（新版本）、《同行力抗》（與常穎傑、郭正正合唱，8月15日數位發行）、《愛情除以離別》（8月31日數位發行）、《好人好夢》（獨唱版）、《聖誕快樂》
- 2022年：《福杯滿溢》（1月28日數位發行）、《慢老情歌》（5月20日數位發行）、《慢老情歌 Instrumental Version》（6月3日數位發行）、《堅持到最後》、《漣漪》、《有了你》、《祝你聖誕快樂》（與仰望樂團合唱）、《日落彩虹》（與蕭全合唱，11月6日數位發行）
- 2024年：《塵埃》（11月12日數位發行）

### 合輯
| 名稱                        | 出版日期  | 唱片公司 | 曲目 |
| --------------------------- | --------- | -------- | --- |
| 烈火青春國語合輯            | 1988年8月 | 飛碟唱片 | 曲目 1. 烈火青春（張雨生／張啟娜／邰正宵／姚可傑合唱） 2. 無奈（邰正宵／幻象合唱團） 3. 今夜適合失眠（李德慧／張啟娜／Heavy Chains） 4. We Want The Rock 5. 不要試探我的心（姚可傑／Telepathy） 6. Heaven On Fire（張雨生／Metal Kids） 7. 隨緣（楊崇榮／The Outsider） 8. 心中的日記（邰正宵／幻象合唱團） 9. Flying Wings（姚可傑／Telepathy） 10. 紐約星期六（李德慧／張啟娜／Heavy Chains） |
| 七匹狼 國語電影原聲帶／合輯 | 1989年3月 | 飛碟唱片 | 曲目 1. 永遠不回頭（張雨生／姚可傑／邰正宵／王傑／星星、月亮、太陽）（電影《七匹狼》主題曲） 2. 如果你冷（張雨生） 3. 我至少可以給你什麼（東方快車） 4. 迷你約會（金玉嵐） 5. 永遠不回頭（演奏曲） 6. 我喜歡瘋狂（張雨生） 7. 說我心中的愛（星星、月亮、太陽） 8. 沒有（邰正宵） 9. 看見（張雨生） 10. 永遠的藍天（馬萃如） 11. 宇宙征服者（東方快車）                                          |

### 專輯
| 專輯 | 名稱                                    | 出版日期       | 語言      | 唱片公司                | 曲目 |
| ---- | --------------------------------------- | -------------- | --------- | ----------------------- | --- |
| 1st  | 《理想男孩》                            | 1990年3月      | 國語      | 飛碟唱片                | 曲目 1. 愛上我或是離開我 2. 說出我心中的愛 3. 現在我真的愛你 4. 輕輕問一聲 5. 我以為我是你最後的依戀 6. 忘記那天需要多少年 7. 是雨是淚 8. 負你太多 9. 流浪的風 10. 該不該期待 |
| 2nd  | 《痴心的我》                            | 1990年8月11日  | 國語      | 飛碟唱片                | 曲目 1. 痴心的我 2. 最愛你哭泣時候的眼睛 3. 因為有你我不怕 4. 你聽我說 5. 月光海洋 6. 風中之火 7. 你的愛是一個溫暖的房間 8. 似夢迷離 9. 陽光住在我心裏 10. 你緊握我的手 |
| 3rd  | 《為我喝采》                            | 1992年8月11日  | 國語      | 飛碟唱片                | 曲目 1. 迷藏 2. Don't Say Goodbye 3. 擁抱 4. 明明對你還有感情 5. 夢想編織的翅膀 6. 為我喝采（蔡幸娟合唱） 7. 請你不要笑我傻 8. 我被愛傷害 9. 深愛著你 10. 只要你曾經擁有夢 |
| 4th  | 《找一個字代替》                        | 1993年9月      | 國語      | 福茂唱片                | 曲目 1. 找一個字代替 2. 九百九十九朵玫瑰 3. 情人之間的情人 4. 你是我一生漂漂蕩蕩的唯一 5. A Spaceman Came Travelling 6. 別再怪我癡情 7. 我怎麽捨得你哭 8. 你眼裏的深情 9. 笑看情字也難 10. 靠近一點多情一些 |
| 5th  | 《千紙鶴》                              | 1994年6月22日  | 國語      | 福茂唱片                | 曲目 1. 千紙鶴 2. 弱點 3. 誰若愛你比我多 4. 我的心透明得看得見 5. Just A Little 6. 愛火照星空 7. 想你想的好孤寂 8. 你的心是個謎 9. 情有可原 10. 分心 11. 想你想的好孤寂（深夜回憶版） |
| 5th  | 《想你想得好孤寂》 （《千紙鶴》香港版） | 1994年7月      | 國語      | 新藝寶唱片              | 曲目 1. 想你想的好孤寂 2. 千紙鶴 3. 弱點 4. 誰若愛你比我多 5. 我的心透明得看得見 6. Just A Little 7. 愛火照星空 8. 你的心是個謎 9. 情有可原 10. 分心 11. 想你想的好孤寂（深夜回憶版） 12. 找一個字代替 13. 九百九十九朵玫瑰 |
| 6th  | 《用情太深》                            | 1995年5月      | 粵語      | 新藝寶唱片              | 曲目 1. 怎樣你才會喜歡我 2. 愛不到要偷 3. 用情太深（粵） 4. 知己（粵）（周慧敏合唱） 5. O.R.E.A.（粵） 6. 掩飾 7. 初戀（黎瑞恩合唱） 8. 愛的傳說 9. 火燙的夢 10. 幾番風雨 11. 夜夜寂寞 12. 用情太深（真情回憶版） |
| 7th  | 《一千零一夜》                          | 1995年9月18日  | 國語      | 福茂唱片                | 曲目 1. 心要讓你聽見 2. 一千零一夜 3. 苦了你 4. 絕對寶貝 5. 所有東西都在傷心 6. 用情太深（國） 7. 為了愛時間可以倒流 8. 心太冷夢太真 9. 背叛自己 10. 著迷 11. 被你遺忘的花 12. 等你情願愛上我 |
| 8th  | 《愛歸零》                              | 1996年5月      | 國語      | 福茂唱片                | 曲目 1. 愛歸零 2. 為愛存在 3. 寄託 4. 愛你到底 5. 一個適合失眠的夜晚 6. 我相信他是真的愛你 7. 讓我一生擁有你 8. 寂寞是一種快樂 9. 愛的狂風 10. 單情弦 11. 最後一次思念 12. 365天愛你不變 |
| 8th  | 《愛歸零》 （香港版）                   | 1996年5月      | 國語      | 新藝寶唱片              | 曲目 1. 單情弦 2. 為愛存在 3. 寄託 4. 愛你到底 5. 一個適合失眠的夜晚 6. 我相信他是真的愛你 7. 愛歸零 8. 寂寞是一種快樂 9. 愛的狂風 10. 我愛妳勝過這世界 11. 最後一次思念 12. 365天愛你不變 |
| 9th  | 《You Are So Vain》                     | 1996年9月      | 英語      | 福茂唱片                | 曲目 1. Alone 2. El Condor Pasa 3. You're So Vain 4. I'll Never Fall in Love Again 5. Seeing You Again 6. Sometimes When We Touch（周慧敏合唱） 7. All My Loving 8. Almaz 9. Somewhere in My Broken Heart 10. Some Hearts are Diamonds                                                                                          |
| 10th | 《月光 海洋 夢》                        | 1996年11月     | 粵語      | 新藝寶唱片              | 曲目 1. 發掘話題 2. 所以 3. 月光 海洋 夢 4. 寂寞玩具 5. 真自由 6. 早餐 7. 不想知道 8. 自戀 9. 最愛的戲 10. 用情太深（真情回憶版） |
| 11th | 《俘虜》                                | 1997年4月      | 國語      | 福茂唱片                | 曲目 1. 俘虜 2. 圈套 3. 森林 4. 鏡子 5. 拼圖 6. 情人一場 7. 鬧情緒 8. 老朋友 9. 情俑 10. 心弦 |
| 12th | 《相思如麻》                            | 1998年5月      | 國語      | 福茂唱片                | 曲目 1. 如果你沒有愛上他 2. 相思如麻 3. 無辜 4. 傻呼呼 5. 秘密花園 6. 你不乖 7. 遷就 8. 晴時多雲 9. 童心未泯 10. 成全 |
| 13th | 《再等一百年》                          | 2000年12月7日  | 國語      | 擎天娛樂                | 曲目 1. 火車快飛 2. 老朋友Ⅱ 3. 再等一百年 4. 紙飛機 5. 迷網 6. 每一段感情 7. 你就是我要的 8. 想你想的好孤寂（2001版） 9. 欲擒故縱 10. 門縫 11. 愛情十字架 12. 我喜歡 13. 紙飛機（音樂盒） 14. 空虛 15. 泡沫 16. 都市海 17. 有人關心你                                                                                           |
| 14th | 《兩邊》 （內地版）                     | 2003年9月24日  | 國語      | 滾石唱片                | 曲目 1. 1.2.3.4.... 2. 你為什麽都沒有變 3. 聽雨 4. 煙蒂 5. 你就在我的歌裏面 6. 不要說不要 7. 愛情背後的日子 8. 兩邊（孟庭葦合唱） 9. 木頭人 10. 幸福紀念日 11. 男子漢（迪克牛仔合唱） 12. 愛情不滅定律 13. 魔戒戀曲 14. 愛是無止盡                                                                                              |
| 15th | 《千古不變的愛》 （福音專輯）           | 2004年12月21日 | 國語      | 音悅人出版 Siloam Music | 曲目 1. 千古不變的愛 2. 種籽 3. 傷心十字架 4. 主活著 5. （原音重現抒情版） 6. 全然美麗 7. 親愛朋友 8. 天父世界 9. 行在光中 10. 創傷的頭 11. 這世界已正在倒數 12. 千古不變的愛（Kara） 13. 種籽（Kara） 14. 傷心十字架（Kara） 15. 主活著（Kara） 16. 親愛朋友（Kara）                                                           |
| 16th | 《藍色貝殼》                            | 2006年6月2日   | 國語 粵語 | 多利安唱片              | 曲目 1. 藍色貝殼 2. 生命的長河 3. 愛你17年 4. 地下鐵 5. 明天的香格里拉 6. 滬寧鐵路 7. 你喜歡聽我唱歌 8. 天羅地網 9. 失眠金曲 10. 因為愛你 11. 藍色貝殼（心碎回憶版） |
| 17th | 《我不配》                              | 2007年12月14日 | 國語      | 環球音樂                | 曲目 1. 我不配 2. 誰讓妳想到哭 3. 我愛過你 4. 幸福任意門 5. 茶湯 6. 低調情歌 7. 同林鳥 8. My Shanghai 9. 淚流一千遍 10. 漂流島 11. 我很特殊 |
| 18th | 《九霄外》                              | 2009年10月12日 | 國語      | 環球音樂                | 曲目 1. 九霄外 2. 位置 3. 三十三 4. 小王子 5. 逃離悲傷 6. 經典愛情 7. 臉譜 8. 愛哭痣 9. 醜小鴨 10. 豆芽菜 11. 你和我的偶像劇（元若藍合唱） 12. 33（Gospel Version） （隱藏曲目）柳暗花明 |
| 19th | 《奇經八脈》                            | 2010年12月3日  | 國語      | 環球音樂                | 曲目 1. 奇經八脈 2. 勇敢作夢 3. 返璞歸真 4. 愛情五味 5. 思愛成病 6. 情人傘 7. 信物 8. 愛情皮影戲 9. 大風大浪 10. 角聲吹響 |
| 20th | 《情歌一首首》                          | 2011年9月30日  | 粵語 國語 | 亞神音樂                | 曲目 1. 原諒我 2. 一次 3. 為你準備 4. Bedtimes story 5. 老友 6. 淒涼 7. 花落年華 8. 最後晚餐 9. 勿念必返 10. 快樂人 11. 我的志願 12. 夜夜寂寞 13. 999玫瑰（深情搖滾版） 14. 心要讓你聽見（愛火重燃版） |
| 21st | 《起初》                                | 2012年8月31日  | 國語      | 亞神音樂                | 曲目 1. 起初 2. 再一秒就好 3. 請不要那麼容易心碎 4. 我要你快樂 5. 愛旅行 6. 愛是一切答案 7. 平行線 8. 解藥 9. 你一半我一半 10. 我什麼都可以不要 11. 只有一件事 12. 起初（合唱版）（feat.姚可傑） 13. 千紙鶴（搖滾版） 14. 沉默                                                                                                  |
| 22nd | 《歌者1》 （翻唱專輯）                  | 2013年4月18日  | 國語      | 米樂士娛樂              | 曲目 1. 問 2. 執迷不悔 3. 情難枕 4. 零下幾度C 5. 追夢人 6. 最後的戀人 7. 溫柔的慈悲 8. 鐵窗 9. 魯冰花 10. 千言萬語 11. 1920 12. 23個情人節（亦帆合唱） 13. 男懂女人心 （隱藏曲目）相見恨晚 |
| 23rd | 《歌者2》 （翻唱專輯）                  | 2013年12月20日 | 國語      | 米樂士娛樂              | 曲目 1. 好想你 2. 飄洋過海來看你 3. 大雨的夜裡 4. 值得 5. 別問我是誰 6. 親愛的小孩 7. 女人花 8. 謝謝你曾經愛我 9. 天使之戀 10. 坦白 11. 放我的真心在你的手心 12. 柳暗花明 13. 歌者 14. 昇華的愛情 |
| 24th | 《歌者3》 （翻唱專輯）                  | 2015年10月30日 | 國語 粵語 | 米樂士娛樂              | 曲目 1. 來不及說 2. 練習說 3. 從情人變成朋友 4. 飄雪 5. 誰的眼淚在飛 6. 我只在乎你 7. 寂寞在唱歌 8. 一個人的我依然會微笑 9. 今生注定 10. 愛太遠 11. 如果你知我苦衷 12. 千紙鶴（歌者版） |
| 25th | 《愛在當下》                            | 2016年12月28日 | 國語 粵語 | 米樂士娛樂              | 曲目 1. 一起築夢 2. 自備太陽 3. 愛在當下 4. 真的好愛你 5. 疼愛 6. 民謠吉他手 7. 20999 8. 沒有妳的我 9. 笑著哭了（feat. 姚可傑、林隆璇） 10. 沒愛完的愛情（feat. 樂穎新） 11. 下一位 12. 事到如今 13. 無條件的愛 14. 來不及說（Acoustic Version）                                                                                |
| 26th | 《重燃愛戀+plus千年如一日》             | 2024年12月12日 | 國語 粵語 | 福茂唱片                | 曲目 1. 珍惜 2. 塵埃 3. 千年如一日 4. 相思如麻（2024 Version） 5. 都是你害的 6. 堅持到最後 7. 寂寞玩具（2024 Version） 8. 繼續向前行（Acoustic Version） 9. 一起築夢（Demo Version） 10. 回不去了（Demo Version） 11. 民謠吉他手（Demo Version） 12. 泥土（Feat. Summer） 13. 愛火重燃 14. 記得要想我 15. 福杯滿溢 16. 重新愛你 |

### 精選輯
| 精選輯 | 名稱                                | 出版日期       | 語言      | 唱片公司          | 曲目 |
| ------ | ----------------------------------- | -------------- | --------- | ----------------- | --- |
| 1st    | 《重燃愛戀》 （新曲+重唱精選集）    | 1994年12月13日 | 國語 粵語 | 福茂唱片          | 曲目 1. 深愛著你 2. 迷藏 3. 最愛你哭泣時候的眼睛 4. 愛上我或是離開我 5. Don't Say Goodbye 6. 是雨還是眼淚 7. 癡心的我 8. 找一個字代替 9. 我的心在冷風裏飛 10. 夜夜寂寞 11. 藍色街燈 12. 愛情影畫戲 13. 九百九十九朵玫瑰（Unplugged） 14. 寸寸相思寸寸心 15. 弱點（Remix Version） 16. 無奈 |
| 2nd    | 《東方之珠新紀元》 （新曲+精選）    | 1997年7月      | 粵語 國語 | 新藝寶唱片        | 曲目 1. 東方之珠新紀元 2. 想你想的好孤寂 3. 九百九十九朵玫瑰 4. 月光海洋夢 5. 心要讓你聽見 6. 找一個字代替 7. 用情太深（粵） 8. 我愛你勝過這世界 9. 知己（粵）（周慧敏合唱） 10. 愛的傳說 11. 單情弦 12. 寂寞玩具 13. 怎樣你才會喜歡我 14. 絕對寶貝 15. 愛不到要偷 |
| 3rd    | 《失物招領》 （精選系列）           | 2002年10月30日 | 國語      | 福茂唱片          | Disc1曲目 1. 九百九十九朵玫瑰 2. 想你想的好孤寂 3. 愛上我或是離開我 4. 千紙鶴 5. 一千零一夜 6. 找一個字代替 7. 心要讓你聽見 8. 相思如麻 9. 知己（國）（周慧敏合唱） 10. 深愛著你 Disc2曲目 1. 最愛你哭泣時候的眼睛 2. 是雨還是眼淚 3. 如果你沒有愛上他 4. 癡心的我 5. 弱點 6. 愛歸零 7. 情人一場 8. 為了愛時間可以倒流 9. Don't Say Goodbye 10. 為愛存在 |
| 4th    | 《幸運兒》 （新曲+精選）            | 2003年7月      | 國語      | 步升音樂          | 曲目 1. 幸運兒 2. 我喜歡 3. 源來是愛 4. 祈禱 5. 你就是我要的 6. 紙飛機 7. 火車快飛 8. 有人關心你 9. 欲擒故縱 10. 愛情十字架 11. 空虛 12. 想你想的好孤寂 13. Hallelujah |
| 5th    | 《兩邊》 （台灣版，新曲+精選）      | 2004年1月6日   | 國語      | 滾石唱片          | Disc1曲目 1. 1.2.3.4.... 2. 你為什麽都沒有變 3. 聽雨 4. 煙蒂 5. 你就在我的歌裏面 6. 不要說不要 7. 愛情背後的日子 8. 兩邊（孟庭葦合唱） 9. 木頭人 10. 幸福紀念日 11. 男子漢（迪克牛仔合唱） 12. 愛情不變定律 13. 魔戒戀曲 14. 愛是無止盡 Disc2曲目 1. 想你想得好孤寂（2001年版） 2. 弱點 3. 為愛存在 4. 心要讓你聽見 5. 我相信他是真的愛你 6. 九百九十九朵玫瑰 7. 愛上我或是離開我 8. 一千零一夜 9. 森林 10. 千紙鶴 11. Sometimes When We Touch（周慧敏合唱） 12. 源來是愛 13. 想你想得好孤寂（卡拉版） |
| 6th    | 《國語真經典》 （精選系列）         | 2005年1月27日  | 國語 粵語 | 環球唱片 (香港)   | 曲目 1. 想你想的好孤寂 2. 九百九十九朵玫瑰 3. 單情弦 4. 千紙鶴 5. 一千零一夜 6. Sometimes When We Touch（周慧敏合唱） 7. 知己（國）（周慧敏合唱） 8. 找一個字代替 9. 將愛實現（王菲合唱） 10. 深愛著你 11. 是雨還是眼淚 12. 我愛你勝過這世界 13. Don't Say Goodbye 14. 心要讓你聽見 15. 癡心的我 16. 情人之間的情人 |
| 7th    | 《源來是愛》 （新曲+精選）          | 2008年12月4日  | 國語      | 亞洲聲動 福茂唱片 | Disc1曲目 1. 源來是愛 2. 我很特殊 3. 老朋友 4. 幸福紀念日 5. 全然美麗 6. 我喜歡 7. 有人關心你 8. 這世界已正在倒數 9. 因為愛你 10. 每一段感情 Disc2曲目 1. 不滅的笑容 2. 幸福任意門 3. 只要有你 4. 天父世界 5. 愛是無止盡 6. 明天的香格里拉 7. 空虛 8. Hallelujah 9. 都市海 10. 為愛存在 |
| 8th    | 《重燃愛戀 貳》 （新曲+重唱精選集） | 2024年3月8日   | 國語 粵語 | 福茂唱片          | 曲目 1. 唯一的玫瑰 2. 繼續向前行 3. 想你想的好孤寂（抒情搖滾版） 4. 千紙鶴（浴火重生版） 5. 不管 6. 永遠不回頭（獨唱版） 7. 各自天涯 8. 找一個字代替（2024版） 9. 愛的傳說（2024版） 10. 我只有你 11. 九百九十九朵玫瑰（深情搖滾版） 12. 心要讓你聽見（愛火重燃版） 13. 一千零一夜（2024版） 14. 衝上雲霄 15. 真的好愛你（DEMO版） 16. 聽著你的歌（DEMO VERSION） 17. 唯一的玫瑰（合唱版）（feat.劉靈慧）                                                                                              |

### 音樂創作
| 年份 | 歌手   | 詞曲／監製 |
| 1984 | 陳碧清 | 曲目 親恩頌（曲） |
| 1990 | 郭富城 | 曲目 是雨還是眼淚（曲、詞） |
| 1991 | 蔡幸娟 | 曲目 真的讓我愛你嗎（曲） 真心話（曲） |
| 1991 | 彭偉華 | 曲目 我的心為你溫柔的守候（曲） 七個號碼（曲） |
| 1992 | 蔡幸娟 | 曲目 愛情其實會說謊（曲） 忘不了你湛藍色的憂鬱（曲、詞） |
| 1992 | 林志穎 | 曲目 追逐陽光的少年（曲） |
| 1993 | 林葉亭 | 曲目 分手總在下雨天（曲） |
| 1993 | 葉蘊儀 | 曲目 你會想念我嗎（曲） |
| 1994 | 楊林   | 曲目 依依不捨（曲） |
| 1994 | 李麗珍 | 曲目 愛了就不後悔（曲） |
| 1994 | 孫楠   | 曲目 誰的心忘了收（曲、詞） 愛你的心無法自拔（曲） |
| 1994 | 葉蘊儀 | 曲目 心鎖（曲、詞） |
| 1995 | 劉德華 | 曲目 誰的心忘了收（曲、詞） 心聲共鳴（曲） |
| 1995 | 鍾漢良 | 曲目 O.R.E.A.（監） 是愛還是傷害（曲、監） 看星（監） 放縱（曲、監） 百分之九十九的溫柔 （曲、詞、監） 愛永不止息（曲、監） 誰能愛你比我深（監） 別在下雨天偷偷的哭泣（監） 我的心收不回來（詞、監） 忘了自己（曲、詞、監） 給我機會讓我愛你（曲、監） 如果能…再來過（曲、監） |
| 1995 | 周慧敏 | 曲目 留住有情人（曲） 這是我所願（曲） |
| 1995 | 古巨基 | 曲目 對你始終痴心一往（曲） |
| 1995 | 霍正奇 | 曲目 心碎了也會痛（曲） |
| 1995 | 溫兆倫 | 曲目 可以再等（曲） |
| 1995 | 裘海正 | 曲目 絕不流淚（曲） |
| 1996 | 周慧敏 | 曲目 每一次遠行（曲） 全心全意（曲、監） 時間（監） 最美的淚水（監） 愛當真（監） 有了愛（曲、監） |
| 1996 | 鍾漢良 | 曲目 奇蹟（曲、監） 愛不釋手（曲、監） 風吹汗涼（監） |
| 1997 | 鍾漢良 | 曲目 親熱（監） 愛到沒話說（曲、監） 守護星（監） 想飛，飛過世界（曲） 為了你，我哭了多少夜（曲、監） 忘我境界（詞） |
| 1998 | 鍾漢良 | 曲目 地下鐵（曲、監） 很像我（曲、監） 空位（監） 我很想知道（監） 同學會（監） |
| 2000 | 古巨基 | 曲目 未來很美（曲） |
| 2000 | 鍾漢良 | 曲目 我說得很少（監） |
| 2004 | 李聖傑 | 曲目 不顧一切的愛（曲） |
| 2005 | 謝霆鋒 | 曲目 燭光（曲、詞） |
| 2007 | 歐得洋 | 曲目 海盜船（曲） |
| 2008 | 蘇如紅 | 曲目 911的女孩（曲、詞、監） |
| 2015 | 姚可傑 | 曲目 對得起自己（曲） |
| 2017 | 張蓬潔 | 曲目 我的祈禱（曲、監） |

## 演唱會
- 2011年3月15日，與同是基督徒的著名歌手巫啟賢在香港紅磡體育館舉行《愛在燃‧燒的日子》演唱會，現場反應甚佳。如果不計2003年的《愛情蒲公英群星演唱會》，這次可算是邰正宵首個於香港紅館舉行的個人演唱會。
- 2011年5月27日，邰正宵在加拿大多倫多華瑪娛樂演奏廳舉行他的首個個人演唱會－《邰正宵Love is all愛如情歌演唱會》，由大班旅遊主辦。
- 2012年12月30日，邰正宵在马来西亚云顶云星剧场《那些年我们喜爱的歌手》星艺音乐节2012演唱会。
- 2015年6月8日，邰正宵在福州海峽衛視錄影廠舉行《〈你又來聽我唱這首歌〉邰正宵專場》演唱會，6月15日播出。
- 2017年11月18日，邰正宵和姚可傑在台北台北三創生活園區舉行《宵姚年代》演唱會。

## 演出作品

### 電影
- 1989年：《七匹狼》（飾演小邰）、《七匹狼2》（飾演小邰，在長毛和駱駝的回憶中出現）
- 2003年：《源來是愛》（飾演家傑）

### 電視劇
- 2005年：《乒乓》（客串，飾演醫師）
- 2014年：《分手達人》（客串，飾演歌手）
- 2015年：《愛上哥們》（客串，飾演詠春拳師父）

### 綜藝節目
- 2003年：《費玉清的清音樂》
- 2004年：《我猜我猜我猜猜猜》
- 2008年：《百萬大歌星》
- 2009年：《國人都叫好》
- 2009年：《王牌大明星》
- 2010年：《快樂男聲》
- 2011年：《Music Café》
- 2011年：《中國夢想秀》
- 2011年：《勁歌金曲》
- 2012年：《SS小燕之夜》
- 2011年3月2日、2013年7月4日：《今日VIP》
- 2016年：《隱藏的歌手II》
- 2022年：《在台灣的故事》（代班主持）

## 派台歌曲成績（香港）
| 派台歌曲成績   | 派台歌曲成績                   | 派台歌曲成績 | 派台歌曲成績 | 派台歌曲成績 | 派台歌曲成績 | 派台歌曲成績   |
| -------------- | ------------------------------ | ------------ | ------------ | ------------ | ------------ | -------------- |
| 唱片           | 歌曲                           | 903          | RTHK         | 997          | TVB          | 備註           |
| 1994年         |                                |              |              |              |              |                |
| 想你想得好孤寂 | 想你想得好孤寂                 | 15           | -            | /            | -            |                |
| 找一個字代替   | 九百九十九朵玫瑰               | 20           | 20           |              | -            |                |
| 重燃愛戀       | 藍色街燈                       | -            | -            | /            | -            |                |
| 夜夜寂寞       | 夜夜寂寞                       | -            | -            | /            | /            |                |
| 1995年         |                                |              |              |              |              |                |
| 步步高陞       | 步步高陞                       | 9            | 8            | /            | /            |                |
| 用情太深       | 怎樣你才會喜歡我               | 13           | /            | /            | /            |                |
| 用情太深       | 用情太深                       | 21           | /            | /            | /            |                |
| 用情太深       | 愛不到要偷                     | -            | -            | /            | /            |                |
| 一千零一夜     | 心要讓你聽見                   | 7            | 4            | /            | /            |                |
| 一千零一夜     | 絕對寶貝                       | 26           | /            | /            | /            |                |
| 1996年         |                                |              |              |              |              |                |
| 愛歸零         | 我愛你勝過這世界               | /            | 9            | /            | /            | 原唱者為陳立強 |
| 愛歸零         | 單情絃                         | /            | 8            | /            | /            |                |
| 月光 海洋 夢   | 月光 海洋 夢                   | /            | 2            | /            | /            |                |
| 1997年         |                                |              |              |              |              |                |
| 月光 海洋 夢   | 寂寞玩具                       | /            | -            | /            | /            |                |
| 俘虜           | 俘虜                           | /            | -            | /            | /            |                |
| 東方之珠新紀元 | 東方之珠新紀元                 | /            | -            | /            | -            |                |
| 2010年         |                                |              |              |              |              |                |
| 奇經八脈       | 奇經八脈                       | -            | -            | -            | -            |                |
| 2011年         |                                |              |              |              |              |                |
| 情歌一首首     | 原諒我                         | -            | -            | 4            | -            |                |
| 2012年         |                                |              |              |              |              |                |
| 情歌一首首     | 九百九十九朵玫瑰（深情搖滾版） | -            | -            | -            | -            |                |
| 起初           | 我什麼都可以不要               | -            | -            | -            | -            | 新城國語力：4  |
| 起初           | 再一秒就好                     | -            | -            | -            | -            |                |
| 起初           | 起初                           | -            | -            | -            | -            | TVB8：2        |
| 2013年         |                                |              |              |              |              |                |
| 歌者1          | 執迷不悔                       | -            | -            | -            | -            | 新城國語力：1  |
| 歌者1          | 1920                           | -            | -            | -            | -            | TVB8：2        |
| 2014年         |                                |              |              |              |              |                |
| 歌者2          | 值得                           | -            | -            | -            | -            | 新城國語力：2  |
| 2017年         |                                |              |              |              |              |                |
| 愛在當下       | 真的好愛你                     | -            | -            | -            | -            |                |

| 各台冠軍歌總數 | 各台冠軍歌總數 | 各台冠軍歌總數 | 各台冠軍歌總數 | 各台冠軍歌總數    |
| -------------- | -------------- | -------------- | -------------- | ----------------- |
| 903            | RTHK           | 997            | TVB            | 備註              |
| 0              | 0              | 0              | 0              | 四台冠軍歌總數：0 |

(*)表示仍在榜上

## 獎項
| 年份   | 頒獎典禮                    | 獎項       | 作品                       | 結果 |
| ------ | --------------------------- | ---------- | -------------------------- | ---- |
| 1990年 | 第1屆金曲獎                 | 最佳新人獎 | 理想男孩                   | 提名 |
| 2020年 | 第五屆vip音樂榜網上頒獎典禮 | 熱播合唱歌 | 悲傷逆流成河（李大衛合唱） | 獲獎 |

## 外部連結
- 心弦網（邰正宵官方網站）
- 邰正宵的Facebook專頁
- 邰正宵的新浪微博
- YouTube上的邰正宵頻道
- 邰正宵的Instagram帳戶
- 邰正宵在互联网电影资料库（IMDb）上的資料（英文）
- 邰正宵在香港影庫上的簡介